# Conquista muçulmana do Magrebe
A conquista muçulmana do Magrebe, ou conquista árabe ou omíada do Magrebe, foi a continuação da rápida expansão árabe-muçulmana que se seguiu à morte de Maomé em 632. Em 640 os árabes já detinham o controlo da Mesopotâmia, tinham invadindo a Arménia, estavam em vias de concluir a conquista da Síria bizantina e Damasco tinha-se tornado a capital do Califado Omíada. No final de 641, todo o Egito estava em mãos árabes e em 642, com a destruição do exército sassânida na Batalha de Niavende, a conquista do Império Sassânida ficou praticamente concluída.
Nessa altura, as primeiras expedições militares árabes em territórios norte-africanos a oeste do Egito foram iniciativas locais lançadas a partir deste país, e prolongar-se-iam por diversos anos, resultando na expansão do Islão.
Em 644, Otomão (Otomão ibne Afane) sucedeu ao califa Omar em Medina. Durante o reinado de doze anos de Otomão, os omíadas conquistaram o Chipre, finalizaram a anexação da Arménia e de todo o Irão e lançaram ataques em larga escala no Afeganistão e no Norte de África. No Mediterrâneo, houve raides marítimos muçulmanos desde Rodes até às costas meridionais da Península Ibérica e a marinha bizantina foi derrotada no Mediterrâneo Oriental.[carece de fontes?]

## Primeira invasão (647-648)

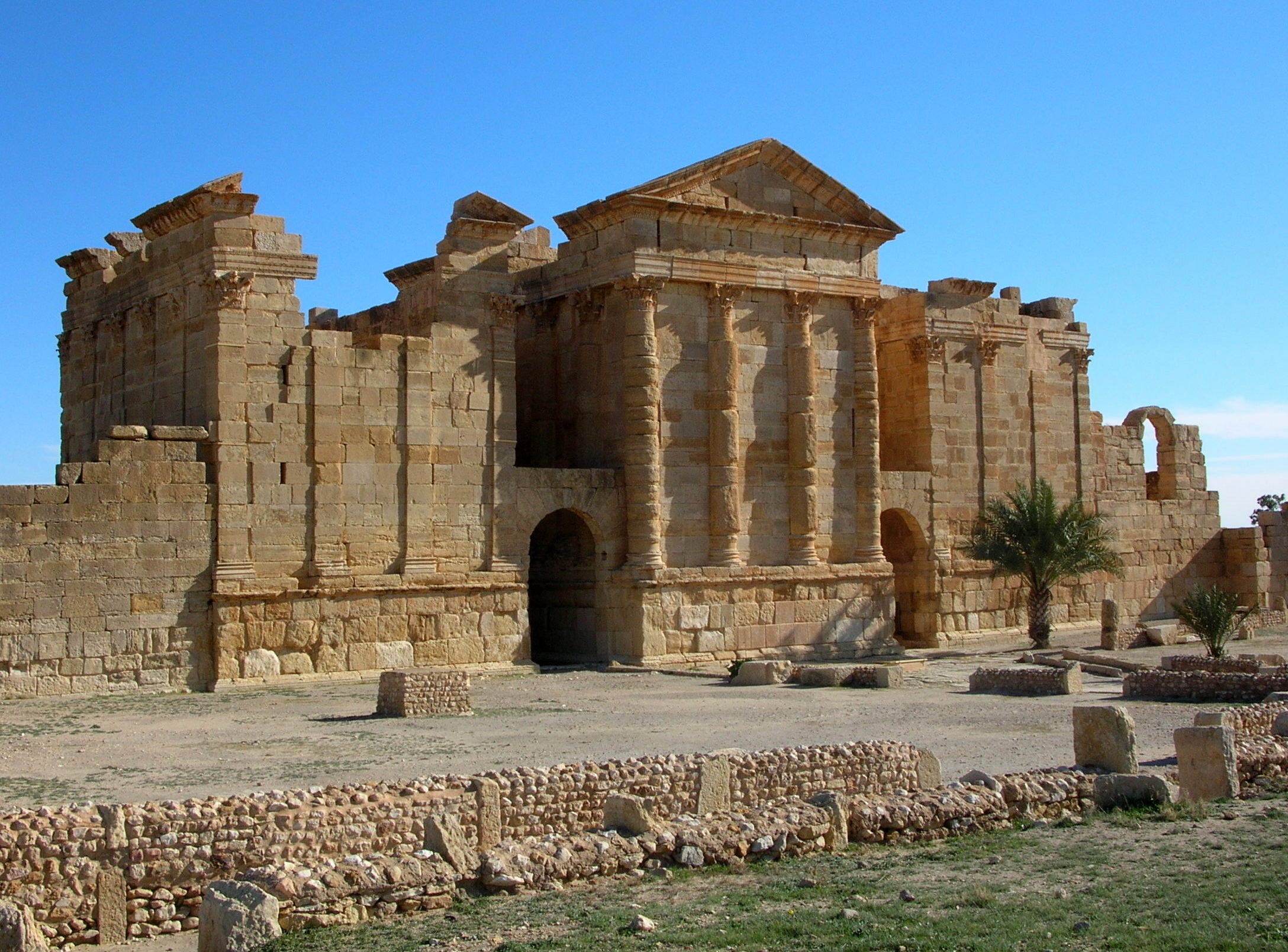
Templos capitolinos de Sufétula, capital de Gregório, o Patrício, rebelde bizantino autoproclamado "imperador de África", derrotado e morto pelos invasores em 647

## Segunda invasão (665-689)

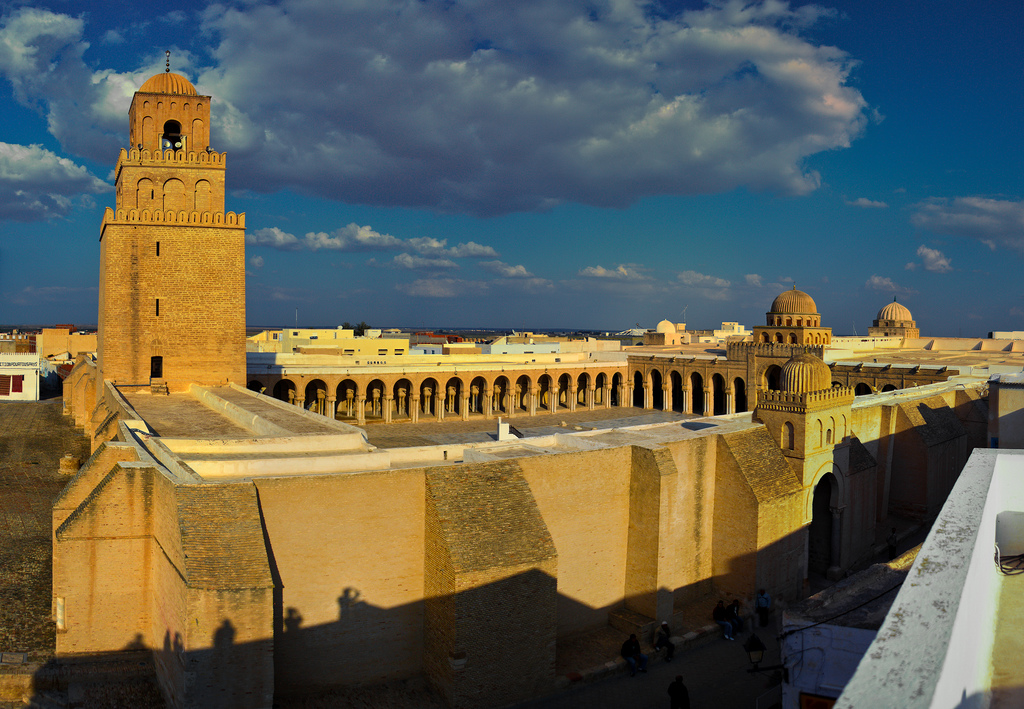
A Grande Mesquita de Cairuão, fundada em 670 por Uqueba ibne Nafi, foi o primeiro santuário do ocidente muçulmano e durante séculos foi um importante centro religioso e académico e continua a ser apontada como a mais importante do Norte de África

## Terceira invasão (692-700)

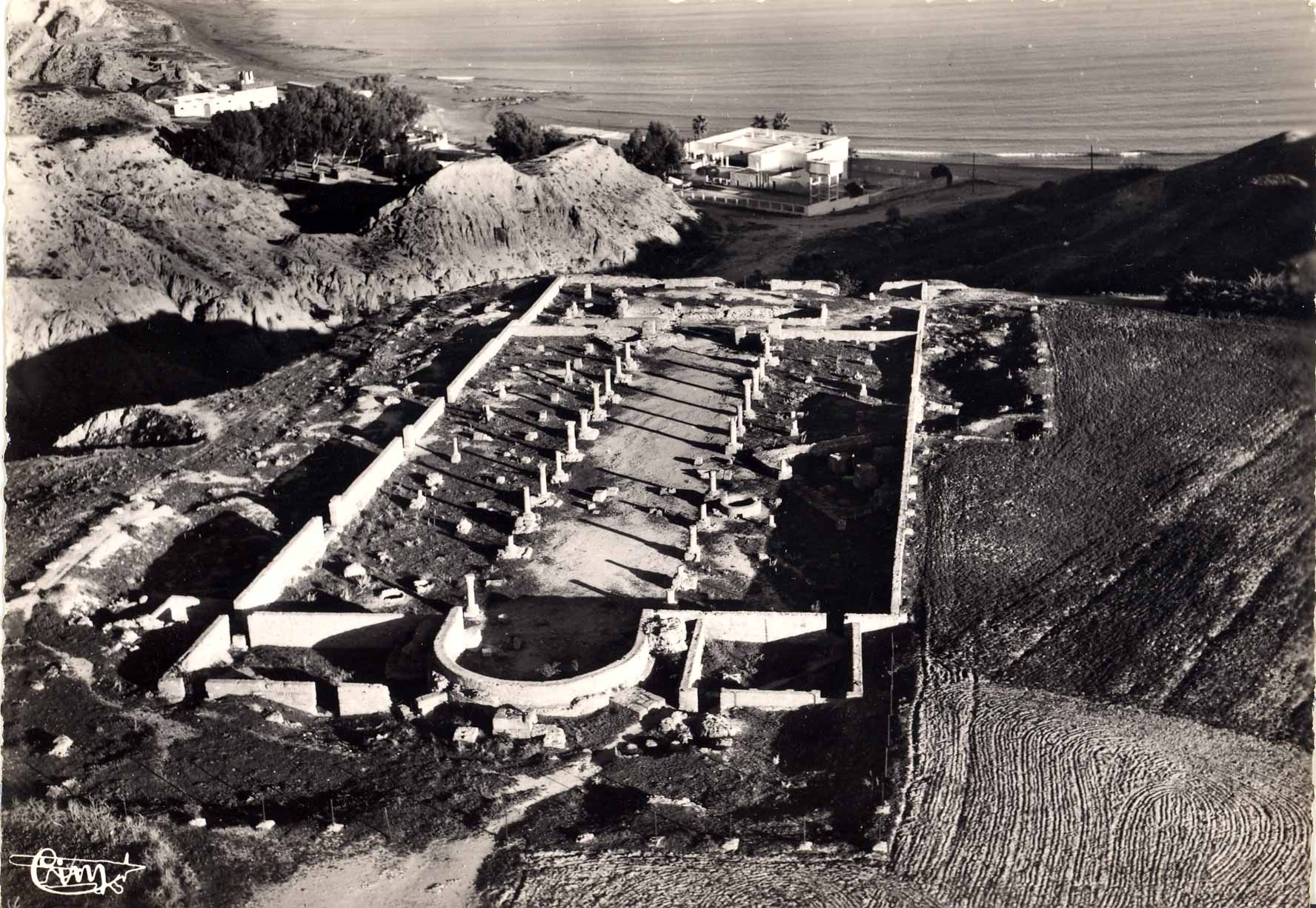
Vista aérea de 1950 das ruínas da Basílica de São Cipriano, em Cartago